# High Speed Drilling
Unter High Speed Drilling (HSD) (Hochgeschwindigkeitsbohren und -reiben) versteht man ein Bohren mit einer um den Faktor zwei erhöhten Schnittgeschwindigkeit gegenüber konventionellen Verfahren. Ziel ist eine bessere Oberflächengüte und Maßgenauigkeit sowie ein erhöhtes Zeitspanvolumen und damit gesteigerte Produktivität.
Um dieses Verfahren einsetzen zu können, sind spezielle Maschinen mit rundlaufgenauen und gleichzeitig hochtourig drehenden Spindeln notwendig. So muss beispielsweise ein Bohrer mit 6 mm Durchmesser 21.000/min erreichen, damit an den Schneidenspitzen die gewünschte Schnittgeschwindigkeit von 400 m/min erreicht wird. Auch die Bohrer müssen mit einer besonderen Schneidengeometrie versehen sein, um die entstehenden Kräfte aufnehmen und das deutlich höhere Spanvolumen aus der Bohrung befördern zu können. Um eine ausreichende Standzeit der Werkzeuge zu gewährleisten, darf der Rundlauffehler im eingespannten Zustand nicht über 10 µm liegen. Als Schneidstoffe kommen vorwiegend Feinstkornhartmetalle, Cermets, Schneidkeramik und polykristallines kubisches Bornitrid zum Einsatz, wobei die Hartmetalle und Cermets in der Regel mit einem Hartstoff beschichtet sind.
Im Gegensatz zu konventionellen Verfahren wird als Kühlschmierstoff (KSS) ausschließlich Öl statt Emulsion verwendet und mit Drücken bis zu 50 bar gearbeitet. Jedoch kann auch die Minimalmengenschmierung beim HSD wirtschaftlich genutzt werden.